# Alfons af Frankrig
Alfons af Frankrig (1220 – 1271) var greve af Poitiers og Toulouse. Han var søn af Ludvig 8. af Frankrig og Blanka af Kastilien, (1188-1252). Han var gift med Jeanne af Toulouse (1220-1271).